# Campolongo Maggiore
Campolongo Maggiore (vènet Canpołóngo Magior) és un municipi italià, dins de la ciutat metropolitana de Venècia. L'any 2007 tenia 10.054 habitants. Limita amb els municipis de Campagna Lupia, Camponogara, Fossò, Piove di Sacco (PD) i Sant'Angelo di Piove di Sacco (PD).

## Administració
| Període | Identitat        | Partit         |
| ------- | ---------------- | -------------- |
| 2007-   | Roberto Donolato | Centreesquerra |